# Коренићи (Канфанар)
Коренићи (итал. Coreni) је насељено место у Републици Хрватској у Истарској жупанији. Административно је у саставу општине Канфанар.

## Географија
Налази се у централном делу Истре, 14. км североисточно од Ровиња, 5 км западно од центра општине, а северно од Лимске драге у близини аутопута А9. Становници се баве пољопривредом (грожђе, маслине и пшеница)

## Историја
До територијалне реорганизације У Хрватској налазило се у саставу старе општине Ровињ.

## Становништво
Према попису становништва из 2011. године у насељу Коренићи било је 29 становника који су живели у 9 породичних домаћинстава.
Кретање броја становника по пописима 1857—2001.
| година пописа   | 1857. | 1869. | 1880. | 1890. | 1900. | 1910. | 1921. | 1931. | 1948. | 1953. | 1961. | 1971. | 1981. | 1991. | 2001. | 2011. |
| Број становника | 0     | 0     | 81    | 86    | 102   | 146   | 0     | 0     | 139   | 115   | 105   | 82    | 68    | 50    | 40    | 29    |

Напомена: У 1857. и 1869. и 1931, подаци су садржани у насељу Мргани, а 1921 у насељу Барат. Од 1880. до 1910. исказивано као део насеља.